# Tomba dels Carros
La Tomba dels Carros (delle Bighe) és una tomba etrusca en la Necròpoli de Monterozzi de Tarquínia, al Laci (Itàlia). La va descobrir Otto Magnus von Stackelberg el 1827. Conté pintures murals realitzades al voltant de l'any 490 abans de la nostra era. Va rebre el nom per un detall d'aquestes pintures. La tomba tenia una cambra subterrània, les parets i el sostre de la qual estaven pintats. Les pintures es troben en el Museu Arqueològic Nacional de Tarquínia des del 1949 i s'han esvaït molt des del seu descobriment. Es consideren extremament originals i innovadores. Molts detalls de les pintures només poden reconèixer-se hui en dibuixos antics, especialment de Carlo Ruspi (ara conservats en l'Institut Arqueològic Alemany a Roma).

## Descripció
Les parets de la tomba tenen dos frisos pintats. Les parets principals mostren grans pintures sobre fons roig. Al damunt hi ha un fris estret sobre fons blanc. S'hi mostren activitats esportives, com ara curses de carros, lluita lliure, cops de puny, salt de longitud, equitació, i llançament de disc i de javelina. Són el cicle mural més llarg de competicions esportives de l'art etrusc descobert fins ara. Per l'estil, s'associen amb la pintura de gerros àtics, mentre que les pintures de la zona principal es consideren autèntiques etrusques.
En el frontó de la paret posterior hi ha un pilar de suport pintat al mig. S'hi representa un gran crater. A esquerra i dreta hi ha servents. En cadascuna de les cantonades del capcer jau un home amb un bol per a vi que li donen els servents. Els atletes es mostren en la ratlla sota el frontó. Als costats curts del fris es veuen graderies d'espectadors i a sota es representen grups realitzant actes eròtics homosexuals. L'escena principal mostra un banquet els participants del qual estan ficats al llit sobre clinis. Aquestes escenes de banquets són típiques de moltes tombes etrusques de Tarquínia d'anys posteriors. Ací apareixen per primera vegada. A la paret de la dreta es veuen figures ballant i fent música. La paret esquerra, que ara està molt danyada, al principi també mostrava ballarins i músics en el camp principal.

## Galeria
- Paret esquerra (prou deteriorada).
- Paret dreta
- Jocs fúnebres, part superior
- Jocs fúnebres, part inferior
- Simposi (Antiga Grècia) amb músics, i flautista amb "tutulus" al cap
- Amants masculins. Dibuix que reprodueix un detall dels frescos
- Paret posterior de la tomba
- Dibuix en el Museu Britànic que reprodueix un dels frescos de la Tomba dels Carros. Representa dos amants practicant sexe darrere d'un home barbut[6]